# 武汉经济技术开发区
武汉经济技术开发区是中华人民共和国武汉市的一个国家级经济技术开发区，该区在2014年1月整体托管汉南区之后，官方名称变更为武汉经济技术开发区（汉南区）。是该市三个国家级开发区之一（包括武汉临空港经济技术开发区和东湖新技术产业开发区）。

## 概况
武汉经济技术开发区（汉南区）位于武汉西南，为承载中法合资神龙汽車而建，1991年5月动工兴建，1993年4月经国务院批准为国家级经济技术开发区，2000年4月经国务院批准在开发区设立湖北武汉出口加工区。2013年12月，武汉市委、市政府决定由开发区整体托管汉南区，实施一体化发展，开发区规划控制面积由202.7平方公里扩大为489.7平方公里，下辖7个街道。武汉开发区距离市中心及汉口火车站、武昌火车站约30分钟路程，距武汉天河国际机场约40分钟路程。开发区实行“小政府、大社会”的管理体制，工委、管委会代表武汉市委、市政府统一管理开发区各项社会经济事务，为武汉市的独立辖区。
武汉开发区（汉南区）根据产业发展规划和不同区域的基础条件，把全域489.7平方公里划分为产业方向各有侧重的八大功能板块，设立商务城、先进制造业示范区、智慧生态城、出口加工区、港口物流区、汽车及零部件产业园、通航及卫星产业园等七个园区管理办公室和一个农业发展投资公司。
2013年12月，武汉市委、市政府决定，武汉经济技术开发区整体托管汉南区，保留汉南区整体建制，行政区划不变，功能不变，两区实行统一领导、统一规划、统一建设、统一招商，实现一体化发展。新机制自2014年1月起正式运行，逐步实现两区融为一体。区域内领导体制架构、机构部门设置、经济社会事务的统筹管理，由武汉开发区提出方案，报市委、市政府批准后依法实施。

## 机构
区内设有江汉大学、武汉商学院、武汉外国语学校、开发区一中、武汉市艺术学校等教育机构，武汉体育中心亦位于该区。
东风汽车公司总部设在该区。东风下属的东风雪铁龙、东风标致、东风本田等制造工厂也设在该区。

## 交通
武汉开发区建有便捷的交通设施。武汉轨道交通3号线和6号线连接城市中心和开发区，现代有轨电车车都T1线全线均在开发区内运行，是武汉乃至中西部首条现代有轨电车，除此之外还有武汉轨道交通16号线正在建设之中，连接汉南与市区。

## 商标
该区拥有“车都”的商标专用权。